# Asiwa

Asiwa är en ort i södra Ghana. Den är huvudort för distriktet Bosome Freho, och folkmängden uppgick till 1 205 invånare vid folkräkningen 2010.